# Vileña
Vileña est une commune d'Espagne dans la communauté autonome de Castille-et-León, province de Burgos. Elle s'étend sur 6 348 km2 et comptait environ 33 habitants en 2011.